# Landgericht Dinkelsbühl
Das Landgericht Dinkelsbühl war ein von 1808 bis 1879 bestehendes bayerisches Landgericht älterer Ordnung mit Sitz in Dinkelsbühl im heutigen Landkreis Ansbach.

## Lage
Das Landgericht Dinkelsbühl grenzte im Norden an das Landgericht Feuchtwangen, im Westen an das Landgericht Wassertrüdingen, im Süden an das Landgericht Nördlingen und das Herrschaftsgericht Mönchsroth und im Osten an Württemberg.

## Geschichte
Im Jahr 1808 wurde im Verlauf der Verwaltungsneugliederung Bayerns das Landgericht Dinkelsbühl errichtet. Dieses wurde dem Rezatkreis zugeschlagen. 1809 wurde das Landgericht in 11 Steuerdistrikte aufgeteilt, die vom Rentamt Dinkelsbühl verwaltet wurden. Bereits 1810 wurden im Zuge des Grenzvertrags zwischen Bayern und Württemberg 5 Steuerdistrikte abgegeben zuzüglich dreier Orte aus den verbleibenden Steuerdistrikten:
- Deufstetten mit Matzenbach;
- Lautenbach mit Hahnenhof, Hahnensägmühle, Konnenweiler, Krettenbach, Melbersmühle, Neuhaus, Oberdeufstetten, Ölmühle, Ruppersbach, Stubenmühle und Wäldershub;
- Wäldershub mit Bräunersberg, Gaisbühl und Schönbronn;
- Wildenstein mit Bernhardsweiler, Gunzach, Neustädtlein, Rötlein, Spitzenmühle;
- Wört mit Aumühle, Bösenlustnau, Dürrenstetten, Hammermühle, Häringssägmühle, Königsroter Mühle, Schönbronn;
- Grobenhof und Kaltenwag vom Steuerdistrikt Villersbronn;
- Buckenweiler vom Steuerdistrikt Segringen.[2]

1811 kam es zur Neuorganisation der Steuerdistrikte und der Bildung von Ruralgemeinden, so dass es 7 Steuerdistrikte und 13 Ruralgemeinden gab.
1813 kam vom aufgelösten Stadtgericht Dinkelsbühl der Steuerdistrikt Dinkelsbühl hinzu. Zu diesem gehörten die Orte Carmeliterhaus, Felden, Gaismühle, Hammermühle, Hirtenhaus, Hungerhof, Kobeltsmühle, Lohmühle, Mögelins-Schlößlein, Mutschach, Mutschachermühle, Neumühle, Obere Ölmühle, Radwang (z. T.), Reichertsmühle, Siebentisch, Strickerwalkmühle, Unsinnige Mühle, Weiherhaus und Weißhaus.
1818 gab es im Landgericht Dinkelsbühl 7446 Einwohner, die sich auf 1774 Familien verteilten und in 1406 Anwesen wohnten.
Die Ruralgemeinde Segringen mit der Scheckenmühle wurde an das Herrschaftsgericht Mönchsroth abgegeben.
Vom Landgericht Nördlingen kamen 1831 vier Gemeinden hinzu:
- Frankenhofen mit Ruffenhofen;[7]
- Greiselbach;
- Veitsweiler mit Hahnenberg, Oberklingen und Unterklingen;
- Wilburgstetten mit Höllmühle, Neuölmühle und Wolfsbühl;
- Weiltingen.

1840 hatte das Landgericht Dinkelsbühl eine Fläche von 41⁄2 Quadratmeilen  (≈252 km²) und 10348 Einwohner, wovon 2545 Katholiken, 7285 Protestanten und 518 Juden waren. Es gab 105 Ortschaften (2 Märkte, 13 Pfarrdörfer, 4 Kirchdörfer, 13 Dörfer, 35 Weiler und 38 Einöden) und 31 Gemeinden (2 Markts- und 29 Landgemeinden):
1862 ging das Landgericht Dinkelsbühl in das neu gebildete Stadt- und Landgericht Dinkelsbühl auf. Mit Inkrafttreten des Gerichtsverfassungsgesetzes am 1. Oktober 1879 wurde aus diesem Gericht das Amtsgericht Dinkelsbühl gebildet.

## Struktur

### Steuerdistrikte
1811 gab es 7 Steuerdistrikte:
- Dürrwangen mit Dattelhof, Halsbach, Haslach, Hirschbach, Hopfengarten, Labertswend, Lohmühle, Obermühle, Rappenhof, Sulzach, Trendelmühle, Wiesenhof und Witzmannsmühle;
- Schopfloch mit Buchhof, Deuenbach, Dickersbronn, Flinsberg, Franzenmühle, Froschmühle, Gersbronn, Goschenhof, Hellenbach, Kemmleinsmühle, Köhlau, Lehenbuch, Lehengütingen, Lohe, Neumühle, Neuses, Pfaffenhof und Rohrmühle;
- Segringen mit Beutenmühle, Hardhof, Hardmühle, Hausertsmühle, Hohenschwärz, Holzapfelshof, Knorrenmühle, Langensteinbach, Oberhard, Obermeißling, Oberwinstetten, Rain, Scheckenmühle, Seidelsdorf, Untermeißling, Unterwinstetten und Wolfertsbronn;
- Sinbronn mit Bernhardswend, Botzenweiler, Dorfkemmathen, Karlsholz, Fallhaus bei Bernhardswend und Tiefweg;
- Villersbronn mit Brennhof, Diederstetten *, Hasselbach *, Knittelsbach, Lohmühle, Neustädtlein, Radwang, Sittlingen, Walkmühle, Welchenholz und Winnetten *;
- Weidelbach mit Burgstall, Esbach, Ketschenweiler, Neumühle b.Weidelbach, Oberradach, Pulvermühle, Rauenstadt, Reuenthal, Röthendorf, Rothhof, Steineweiler, Unterradach, Veitswend, Waldeck, Waldhäuslein und Zwernberg;
- Wittelshofen mit Gelshofen, Gelsmühle, Grabmühle, Illenschwang, Neumühle, Obermichelbach, Untermichelbach und Wörnitzhofen.

### Ruralgemeinden
1820 gehörten 1 Munizipalgemeinde und 26 Ruralgemeinden zum Landgericht:
- Dinkelsbühl mit Carmeliterhaus, Felden, Gaismühle, Hammermühle, Hirtenhaus, Hungerhof, Kobeltsmühle, Lohmühle, Mögelins-Schlößlein, Mutschach, Mutschachermühle, Neumühle, Obere Ölmühle, Radwang (z. T.), Reichertsmühle, Siebentisch, Strickerwalkmühle, Unsinnige Mühle, Weiherhaus und Weißhaus;[10]
- Dickersbronn mit Franzenmühle und Köhlau;
- Dorfkemmathen;
- Dürrwangen mit Hirschbach, Hopfengarten, Labertswend, Obermühle, Rappenhof, Trendelmühle und Wiesenhof;
- Esbach mit Ketschenweiler und Rauenstadt;
- Halsbach;
- Haslach mit Dattelhof, Lohmühle und Witzmannsmühle;
- Hellenbach mit Froschmühle, Gersbronn, Kemmleinsmühle, Lohe und Pfaffenhof;
- Illenschwang mit Neumühle und Villersbronn;
- Knittelsbach mit Brennhof,  Lohmühle, Neustädtlein, Radwang, Sittlingen, Walkmühle;
- Langensteinbach;
- Lehengütingen mit Lehenbuch;
- Neuses mit Flinsberg und Goschenhof;
- Obermichelbach;
- Radach mit Oberradach, Steineweiler und Unterradach;
- Schopfloch mit Buchhof, Deuenbach, Neumühle und Rohrmühle;
- Seidelsdorf mit Beutenmühle, Hardhof, Hardmühle, Hausertsmühle,  Knorrenmühle, Oberhard, Obermeißling,  Rain und Untermeißling;
- Sinbronn mit Bernhardswend, Botzenweiler, Fallhaus bei Bernhardswend, Karlsholz, Tiefweg und Welchenholz;
- Sulzach;
- Untermichelbach mit Gelshofen, Gelsmühle und Neumühle;
- Waldeck;
- Waldhäuslein mit Burgstall, Pulvermühle und Rothhof;
- Weidelbach mit Neumühle b.Weidelbach, Reuenthal, Röthendorf und Veitswend;
- Wittelshofen mit Grabmühle;
- Wolfertsbronn mit Hohenschwärz, Holzapfelshof, Oberwinstetten und Unterwinstetten;
- Wörnitzhofen;
- Zwernberg.